# Ida Löwy
Ida Löwy (* 23. Oktober 1880 in Wien; † 6. Mai 1938 ebenda) war eine österreichische Pädagogin und Individualpsychologin.

## Leben
Ida Löwy gab ihren Beruf als Musiklehrerin auf, um sich ganz der Individualpsychologie und dem Aufbau von Erziehungsberatungsstellen widmen zu können, die im Rahmen der Wiener Schulreform eingerichtet wurden. Ab 1925 leitete sie gemeinsam mit dem Arzt Leopold Stein eine Erziehungsberatungsstelle im ersten Bezirk und mit dem Arzt Arthur Holub eine weitere im Verein der Kinderfreunde im 20. Bezirk und half auch in anderen Erziehungsberatungsstellen mit.
Sie hielt Vorträge im Verein für Individualpsychologie und im Ausland. In ihrer Wohnung führte sie Privatkurse über individualpsychologische Erziehung durch. Im Sommer 1932 leitete sie einen Kurs über die Praxis der Erziehungsberatung in der von Sofie Lazarsfeld ins Leben gerufenen individualpsychologischen Sommerschule in einem Ferienheim am Semmering.
Als Mitglied in der von dem Rechtsanwalt Edmund Schlesinger geleiteten Arbeitsgemeinschaft für individualpsychologische Kriminologie befasste sie sich mit jugendlichen Gewalttätern und der Jugendgerichtsbarkeit.
1937 engagierte sie sich mit anderen in Wien verbliebenen Individualpsychologen im Klub der Freunde der Individualpsychologie, an der Zedlitzgasse 8, im 1. Bezirk, um Eltern und Lehrern Hilfe bei Erziehungsproblemen anzubieten und Kurse über das Wesen des Kindes abzuhalten. Nach dem „Anschluss“ Österreichs wurde der Verein für Individualpsychologie am 26. Januar 1939 von Amtes wegen aufgelöst.

## Werk
Innerhalb der Individualpsychologie spezialisierte sich Ida Löwy hauptsächlich in der Erziehungsberatung und in der Arbeit mit verwahrlosten und schwer erziehbaren Kindern. Sie war bekannt, für ihr tiefgründiges Fachwissen und ihre intuitiven Fähigkeiten auf diesem Gebiet. Sie wusste, wie man schon am Anfang auf ein Kind zugehen musste, um es für sich gewinnen zu können.
„Viel überraschender ist die Tatsache, dass man unter den scheinbar behüteten Kindern Verwahrloste antrifft. Alles, was von materiellem Besitz kommen kann, haben diese Kinder: ausreichende Nahrung und Kleidung, gesunde Wohnstätten und alle Lernmöglichkeiten, (…) Sieht man aber genauer hin, so findet man, dass sie oft das entbehren, was nur geistiger und seelischer Reichtum zu bieten vermag – Einsicht und Verständnis für Kinderglück und Leid. Etwas Köstliches und Kostbares ist nicht verwahrt in diesen Kindern, ihre Seele; allen Zufälligkeiten und Gefahren ist sie ausgesetzt, zart und empfindsam wie Aschenbrödel ist sie gleich diesem missachtet und nicht behütet. Wir sehen eine Verwahrlosung zustande kommen im weitgefassten Sinne Adlers. Die Kinder werden faul, trotzig, schwänzen die Schule, beginnen zu lügen, oft auch zu stehlen und zeigen vor allem ein unzufriedenes Wesen. Es gibt keine Verwahrlosung, der nicht ein Kummer vorangegangen ist, ein Zweifel an sich selbst und an der eigenen Leistungsfähigkeit, oft bis zur Verzweiflung. Diese Erkenntnis ist wie die Markierung des Weges, der vor uns liegt: das Leid der Kinder zu erforschen, seine Ursache aufzuspüren, zu verstehen und zu behandeln“.
Ida Löwy, Kränkung und Verwahrlosung in Heilen und Bilden, 1914/1973.

### Primärliteratur
- Kränkung und Verwahrlosung, In: Alfred Adler, Carl Furtmüller (Hrsg.): Heilen und Bilden (1914), Fischer Verlag, Frankfurt a. M. 1983, S. 333–339.
- Über die Beratungsstelle des A. Adler für schwer erziehbare Kinder. In: Internationale Zeitschrift für Individualpsychologie (im Folgenden: IZI) 2, 1923, S. 43–44.
- Individualpsychologische Erziehung. In: IZI 3, 1925, S. 129–132.
- Irrtümer der Erziehung. In: Wexberg, Erwin (Hrsg.): Handbuch der Individualpsychologie, München 1926.
- Elternsorgen – Kinderleid. In: Der Mensch im Alltag, Zeitschrift zur Verbreitung und Anwendung der Individualpsychologie, 1927.
- Das Kleinkind in der Erziehungsberatung. In: IZI 7, 1929, S. 218–220.
- Bekenntnis. Zum 60.Geburtstag Alfred Adlers. In: IZI 8, 1930, S. 216–218.
- Dummheit als Enthebungsmittel. In: IZI 8, 1930, S. 478–486.
- Eindrücke beim Jugendgericht. In: IZI 9, 1931, S. 367–371.
- Und was haben Sie dazu getan, daß es besser wird? In: IZI 15, 1937, S. 167–168.

### Sekundärliteratur
- Lydia Sicher, In memory of Ida Löwy. In: IPN 1/8-9, 1941.
- Edmund Schlesinger, A fighter for the youth. In: Individual Psychology News (IPN) 1/8-9, 1941.
- Clara Kenner: Löwy, Ida. In: Brigitta Keintzel, Ilse Korotin (Hrsg.): Wissenschafterinnen in und aus Österreich. Leben – Werk – Wirken. Böhlau, Wien/Köln/Weimar 2002, ISBN 3-205-99467-1, S. 481f.
- Clara Kenner: Ida Löwy. In: Der zerrissene Himmel – Emigration und Exis der Wiener Individualpsychologie. Vandenhoeck & Ruprecht, Göttingen 2007, ISBN 9783525453209, S. 153–155.
- Margarete Eisner: Ida Löwy – Menschlichkeit und Engagement. In: Alfred Levy, Gerald Mackenthun (Hrsg.), Gestalten um Alfred Adler. Königshausen & Neumann, Würzburg 2001, ISBN 3-8260-2156-8.